# Coleophora praeposita
Coleophora praeposita é uma espécie de mariposa do gênero Coleophora pertencente à família Coleophoridae.